# كلارنس لورينزو سيمبسون
كلارنس لورينزو سيمبسون (بالإنجليزية: Clarence Lorenzo Simpson)‏ هو دبلوماسي وسياسي ليبيري، ولد في 1896، وتوفي في 1969 في مونروفيا في ليبيريا. انتخب عضو مجلس نواب ليبيريا وانتخب نائب رئيس ليبيريا ‏ (3 يناير 1944 – 1952).